# مشكلة رعي الماعز
مشكلة رعي الماعز (بالإنجليزية: Goat grazing problem) هي مسألة معروفة في الرياضيات الترفيهية تتعلق بحيوان (مثل ماعز) مربوط إلى نقطة على محيط دائرة أو في داخلها، ويدور السؤال حول حساب مساحة الأرض التي يمكن أن يرعاها هذا الحيوان ضمن قيود طول الحبل وعدم القدرة على المرور خلال جسم العائق (مثل صومعة أو حظيرة).

## خلفية تاريخية
ظهرت الصيغة الأولى للمسألة في إصدار سنة 1748 من مجلة The Ladies' Diary البريطانية، وتضمنت ماعزًا مربوطًا إلى سياج دائري طوله يساوي طول الحبل (160 ياردة)، وسؤال حول مساحة الأرض التي يمكن أن يرعاها الحيوان. وتمت الإشارة لحل تقريبي في عدد سنة 1749 باستخدام التجريب والجداول اللوغاريتمية.

## نوعا المسألة
هناك نسختان أساسيتان من المسألة:
- مسألة الرعي الداخلي: عندما يُربط الحيوان داخل دائرة أو على محيطها ويُسمح له بالرعي داخلها فقط.
- مسألة الرعي الخارجي: عندما يُربط الحيوان إلى حافة صومعة (أو دائرة) ولا يستطيع الدخول في محيطها، بل يدور حولها. في هذه الحالة، يأخذ المسار شكل منحنى الانفتال (involute).

## التحليل الرياضي

### المسألة الخارجية
عندما يُربط الحيوان إلى حافة دائرة ولا يستطيع عبورها، فإن المنطقة التي يمكن أن يرعاها تشمل نصف دائرة مباشرة، بالإضافة إلى مناطق حول الصومعة تُحسب باستخدام التكاملات القطبية. لا يوجد حل تحليلي بسيط، بل تتطلب الحلول تقنيات عددية مثل التكامل العددي وحساب الزوايا التقريبية، كما أنها تُظهر سلوكًا تعالياً (transcendental).
تمت مناقشة الحلول باستخدام كل من:
- طريقة تقريبية تعتمد على تقريب شكل منحنى الانفتال بقوس دائري.
- استخدام التكامل القطبي لحساب مساحة المنطقة المغطاة بواسطة المنحنى.

تُظهر الحسابات أن المساحة التي يمكن للماعز أن يرعاها تبلغ حوالي 76256 ياردة مربعة (عندما يكون طول الحبل 160 ياردة ومحيط الصومعة مساويًا لذلك).

### المسألة الداخلية
تطرح هذه الصيغة سؤالاً عن الطول المطلوب للحبل حتى يتمكن الماعز من الوصول إلى نصف مساحة دائرة، عندما يُربط إلى نقطة على محيطها. الجواب يعتمد على حساب مساحة العدسة الناتجة عن تقاطع دائرتين (إحداهما تمثل حدود الحبل). ويؤدي ذلك إلى معادلة تعاليّة لا يمكن حلها إلا عدديًا:
{\displaystyle {\frac {1}{2}}\pi =r^{2}\arccos \left({\frac {1}{2}}r\right)+\arccos \left(1-{\frac {1}{2}}r^{2}\right)-{\frac {1}{2}}r{\sqrt {4-r^{2}}}}
ويكون الجواب: {\displaystyle r\approx 1.1587}

## الامتدادات ثلاثية الأبعاد
تمت دراسة نسخ ثلاثية الأبعاد من المسألة، مثل طائر مربوط داخل كرة ويُراد تحديد نصف قطر الحبل اللازم ليغطي نصف حجم الكرة. الجواب في هذه الحالة: {\displaystyle r\approx 1.2285}.

## الأهمية الرياضية
رغم أن المسألة بسيطة ظاهريًا، إلا أنها تقدم أمثلة قوية على:
- صعوبة الحسابات الهندسية في بعض الحالات.
- الحاجة إلى الطرق العددية والتقريبية.
- السلوك التعالي لبعض الحلول.

## روابط خارجية
- Weisstein, Eric W. "Goat Problem". MathWorld.
- مشكلة الماعز – فيديو من Numberphile
- مقال Quanta Magazine: حل دقيق لمسألة الماعز بعد قرون